# مطار لانجانغ جينغماي
مطار لانجانغ (بالإنجليزية: Lancang Airport)‏ و(بالصينية: 澜沧机场) () مطار عام يقع بمدينة Lancang في يونان (الصين) في الصين. .

## شركات الطيران والوجهات
| شركـات طيـران         | الوجهات                                                |
| --------------------- | ------------------------------------------------------ |
| Air Travel ‏           | مطار تشانغشا هوانغوا الدولي                            |
| خطوط شرق الصين الجوية | مطار كونمينغ جانغشوي الدولي                            |
| طيران الصين اكسبرس    | مطار تشونغتشينغ جيانغبى الدولي                         |
| خطوط لاكي الجوية      | مطار تشنغدو تيانفو الدولي، مطار كونمينغ جانغشوي الدولي |
| Ruili Airlines        | مطار نانينغ وشو الدولي                                 |

## وصلات خارجية
- http://www.flightstats.com/go/Airport/airportDetails.do?airportCode=